# Cronologia dell'integrazione europea

L'espansione dell'Unione europea dal 1952 al 2020.

In ordine cronologico i diversi eventi che hanno caratterizzato la nascita e la crescita di quella che oggi viene chiamata Unione europea.

## Anni quaranta

### 1940-1941
- Confinati all'isola di Ventotene, Altiero Spinelli, Ernesto Rossi, Eugenio Colorni e Ursula Hirschmann fra l'inverno del 1940 e la primavera del 1941 scrivono il Manifesto di Ventotene per un'Europa libera e unita.

### 1948
- 17 marzo: Belgio, Francia, Lussemburgo, Paesi Bassi e Regno Unito firmano a Bruxelles il Trattato istitutivo dell'Unione Europea Occidentale; verrà sciolta il 30 giugno 2011.[1]
- ottobre 1948: fondazione del Movimento Federalista Europeo, che avrà un ruolo determinante nella formazione del Consiglio d'Europa.

### 1950
- 9 maggio: Dichiarazione Schuman, che porterà alla Comunità europea del carbone e dell'acciaio (CECA) anche se la dichiarazione Schuman avviene nel 1951

## Anni cinquanta

### 1951
- 18 aprile: Belgio, Francia, Repubblica Federale Tedesca, Italia, Lussemburgo e Paesi Bassi firmano a Parigi il Trattato istituivo della Comunità europea del carbone e dell'acciaio che entra in vigore dal 23 luglio 1952 con durata di cinquant'anni.

### 1952
- 27 maggio: a Parigi è firmato il Trattato istitutivo della Comunità europea di difesa (Ced), che prevede la creazione di un vero e proprio esercito europeo. La proposta fallisce per due motivi. Da un lato, il 30 agosto 1954, l'Assemblea nazionale francese rigetta, mediante un espediente procedurale, la ratifica del trattato della Ced. Dall'altro pesano le ostilità del Regno Unito, contraria a qualsiasi accordo a sei che la escluda. Inoltre l'Italia, a corto di risorse economiche, ma con una grande disponibilità di cervelli da offrire alla ricerca, decide di non investire nella CED. De Gasperi voleva costituire una cooperazione politica europea (cfr. memorandum De Gasperi).
- Le stesse argomentazioni furono espresse dal governo italiano contro la CED e il nucleare militare e civile nel 56, il nucleare rimase materia di studio sperimentale[2].
- 10 marzo L'Assemblea allargata della Ceca approva il progetto di trattato costitutivo della Comunità politica europea che prevede la formazione di istituzioni sovranazionali. Il progetto di Costituzione finirà lettera morta dopo la mancata ratifica della Ced.

### 1954
- 30 agosto: l'Assemblea Nazionale francese rigetta il trattato CED mediante un espediente procedurale sancendo il fallimento del progetto di difesa comune.
- 23 ottobre: in seguito al fallimento della CED la Repubblica Federale Tedesca e l'Italia vengono invitati a entrare nell'Unione europea occidentale, viene approvato il Trattato di Bruxelles modificato.

### 1955
- 1º-3 giugno: Conferenza di Messina durante la quale i 6 Stati della Comunità europea del carbone e dell'acciaio delineano le tappe per la creazione del Mercato europeo comune e della Comunità europea dell'energia atomica

### 1957
- 25 marzo: Belgio, Francia, Repubblica Federale Tedesca, Italia, Lussemburgo e Paesi Bassi firmano a Roma i Trattati istitutivi della Comunità economica europea, formalmente Trattato che istituisce la Comunità economica europea rinominato nel 2007 col Trattato di Lisbona Trattato sul funzionamento dell'Unione Europea[3] e della Comunità europea dell'energia atomica[4], aderendovi dal 1º gennaio 1958[5][6]

### 1960
- 4 gennaio: a Stoccolma Austria, Danimarca, Norvegia, Portogallo, Regno Unito, Svezia e Svizzera firmano la che istituisce l'Associazione europea di libero scambio, permettendo al Regno Unito di mantenere la sua posizione di privilegio negli scambi commerciali con il Commonwealth, aderendovi dal 3 maggio 1960

## Anni sessanta

### 1961
- 31 luglio: l'Irlanda presenta la domanda ufficiale di adesione alle Comunità europee
- 9 agosto: il Regno Unito presenta la domanda ufficiale di adesione alle Comunità europee
- 10 agosto: la Danimarca presenta la domanda ufficiale di adesione alle Comunità europee

### 1962
- 30 aprile: la Norvegia presenta la domanda ufficiale di adesione alle Comunità europee

### 1963
- 22 gennaio: il presidente francese Charles de Gaulle e il cancelliere tedesco Konrad Adenauer firmano il Trattato dell'Eliseo, che pone le basi per una stretta collaborazione fra i due paesi su tutte le principali questioni politiche, economiche e culturali
- 29 gennaio: respinte le domande di adesione della Danimarca, dell'Irlanda, del Regno Unito e della Norvegia in virtù del veto posto dalla Francia sull'adesione del Regno Unito

### 1964
- 15 dicembre: la Commissione prepara il piano per il finanziamento della politica agricola comune (PAC) e per l'ampliamento dei poteri del Parlamento Europeo. Viene così creata una cassa comune grazie ai proventi dei dazi doganali e ai prelievi agricoli, che però verrà poi rigettata dalla Francia

### 1965
- 8 aprile: a Bruxelles viene firmato il Trattato sulla fusione degli esecutivi (formalmente Trattato che istituisce un Consiglio unico ed una Commissione unica delle Comunità europee), in vigore dal 1º luglio 1967[7].
- 30 giugno: col ritiro dei rappresentanti del governo francese dagli organi della Comunità inizia la cosiddetta crisi della sedia vuota.

### 1966
- 30 gennaio: con la firma del Compromesso di Lussemburgo si conclude la crisi della sedia vuota e si dà avvio alla terza e ultima tappa del periodo transitorio previsto dal Trattato di Roma.

### 1967
- 10 maggio: il Regno Unito presenta la domanda ufficiale di adesione alle Comunità europee

Queste le tappe successive:
| Data                | Evento |                 |
| ------------------- | --- | --------------- |
| 30 giugno: 1970     | avviati i negoziati di adesione che terminano il 30 giugno 1971 |                 |
| 22 gennaio: 1972    | a Bruxelles firma il Trattato di adesione |                 |
| 1º gennaio: 1973    | aderisce alle Comunità europee |                 |
| 5 giugno: 1975      | Referendum sulla permanenza del Regno Unito nelle Comunità europee Questo il risultato in dettaglio: \| Preferenza \| Voti \| Percentuale (%) \| \| ------------------- \| ---------- \| --------------- \| \| Sì \| 17.378.581 \| 67,20% \| \| No \| 8.470.073 \| 32,80% \| \| Aventi diritto \| 40.075.432 \| 100% \| \| Affluenza alle urne \| 25.848.653 \| 64,50% \| |                 |
| Preferenza          | Voti | Percentuale (%) |
| Sì                  | 17.378.581 | 67,20%          |
| No                  | 8.470.073 | 32,80%          |
| Aventi diritto      | 40.075.432 | 100%            |
| Affluenza alle urne | 25.848.653 | 64,50%          |

- 11 maggio: Danimarca e Irlanda presentano la domanda ufficiale di adesione alle Comunità europee

Queste le tappe successive:
| Preferenza          | Voti      | Percentuale (%) |
| ------------------- | --------- | --------------- |
| Sì                  | 1.041.830 | 83,09%          |
| No                  | 211.891   | 16,91%          |
| Aventi diritto      | 1.783.604 | 1.783.604       |
| Affluenza alle urne | 1.264.218 | 70,88%          |

| Preferenza          | Voti      | Percentuale (%) |
| ------------------- | --------- | --------------- |
| Sì                  | 1.958.043 | 63,2%           |
| No                  | 1.135.755 | 36,6%           |
| Aventi diritto      | 3.384.099 | 3.384.099       |
| Affluenza alle urne | 3.083.066 | 91,4%           |

| Preferenza          | Voti      | Percentuale (%) |
| ------------------- | --------- | --------------- |
| Sì                  | 755.423   | 69,92%          |
| No                  | 324.977   | 30,08%          |
| Aventi diritto      | 2.461.790 | 2.461.790       |
| Affluenza alle urne | 1.085.403 | 44,09%          |

| Preferenza          | Voti      | Percentuale (%) |
| ------------------- | --------- | --------------- |
| Si                  | 1.606.442 | 49,3%           |
| No                  | 1.653.289 | 50,7%           |
| Aventi diritto      | 3.962.005 | 3.962.005       |
| Affluenza alle urne | 3.321.110 | 83,1%           |

| Preferenza          | Voti      | Percentuale (%) |
| ------------------- | --------- | --------------- |
| Sì                  | 1.001.000 | 69,1%           |
| No                  | 448.655   | 30,9%           |
| Aventi diritto      | 2.542.840 | 2.542.840       |
| Affluenza alle urne | 1.447.301 | 57.31%          |

| Preferenza          | Voti      | Percentuale (%) |
| ------------------- | --------- | --------------- |
| Sì                  | 1.930.391 | 56,7%           |
| No                  | 1.471.914 | 43,3%           |
| Aventi diritto      | 3.974.672 | 3.974.672       |
| Affluenza alle urne | 3.426.167 | 86,2%           |

| Preferenza          | Voti      | Percentuale (%) |
| ------------------- | --------- | --------------- |
| Sì                  | 932.632   | 61,74%          |
| No                  | 576.070   | 38,26%          |
| Aventi diritto      | 2.747.088 | 2.747.088       |
| Affluenza alle urne | 1.546.610 | 56.3%           |

| Preferenza          | Voti      | Percentuale (%) |
| ------------------- | --------- | --------------- |
| Si                  | 1.620.353 | 46,8%           |
| No                  | 1.842.814 | 53,2%           |
| Aventi diritto      | 3.999.325 | 3.999.325       |
| Affluenza alle urne | 3.503.408 | 87,6%           |

| Preferenza          | Voti      | Percentuale (%) |
| ------------------- | --------- | --------------- |
| Sì                  | 461.451   | 46,13           |
| No                  | 529.478   | 53,87%          |
| Aventi diritto      | 2.867.960 | 2.867.960       |
| Affluenza alle urne | 2.512.332 | 87,6%           |

| Preferenza          | Voti      | Percentuale (%) |
| ------------------- | --------- | --------------- |
| Sì                  | 906.317   | 53,65%          |
| No                  | 534.887   | 37.1%           |
| Aventi diritto      | 2.923.918 | 2.923.918       |
| Affluenza alle urne | 1.447.339 | 49,5%           |

| Preferenza          | Voti      | Percentuale (%) |
| ------------------- | --------- | --------------- |
| Si                  | 752.351   | 46,6%           |
| No                  | 862.415   | 53,4%           |
| Aventi diritto      | 3.051.278 | 3.051.278       |
| Affluenza alle urne | 1.621.144 | 53,13%          |

| Preferenza          | Voti      | Percentuale (%) |
| ------------------- | --------- | --------------- |
| Sì                  | 1.214.268 | 67,13%          |
| No                  | 594.606   | 32,87%          |
| Aventi diritto      | 3.078.132 | 3.078.132       |
| Affluenza alle urne | 1.814,917 | 59%             |

| Preferenza          | Voti      | Percentuale (%) |
| ------------------- | --------- | --------------- |
| Sì                  | 955.091   | 60,37%          |
| No                  | 626.907   | 39,63%          |
| Aventi diritto      | 3.144.828 | 3.144.828       |
| Affluenza alle urne | 1.589.081 | 50,53%          |

- 21 luglio: la Norvegia presenta la domanda ufficiale di adesione alle Comunità europee

### 1968
- 1º luglio: grazie alla lunga fase di espansione economica degli anni sessanta, il periodo transitorio di 12 anni previsto dal trattato CEE si conclude con 18 mesi di anticipo. Con l'abolizione delle ultime barriere doganali tra gli Stati membri e lo stabilimento di una tariffa esterna comune nasce il Mercato Europeo Comune (MEC).

### 1969
- 1º-2 dicembre: su proposta del neo presidente della Repubblica francese Georges Pompidou, a L'Aia si tiene una conferenza dei capi di Stato e di governo dei sei paesi membri della CEE, i cui obiettivi sono sintetizzati nello slogan "allargamento, completamento, approfondimento".

## Anni settanta

### 1972
- 22 aprile: in Francia referendum sull'allargamento della CEE[13]

Questo il risultato in dettaglio:
| Preferenza          | Voti       | Percentuale (%) |
| ------------------- | ---------- | --------------- |
| Sì                  | 10.847.554 | 68,32%          |
| No                  | 5 030 934  | 31,68%          |
| Aventi diritto      | 29.820.464 | 29.820.464      |
| Affluenza alle urne | 17.963.847 | 60,24%          |

- 25 settembre: referendum in Norvegia sull'adesione alla Comunità europea

Questo il risultato del referendum in dettaglio:
| Preferenza          | Voti      | Percentuale (%) |
| ------------------- | --------- | --------------- |
| Sì                  | 971.687   | 45,5%           |
| No                  | 1.118.281 | 53,5%           |
| Aventi diritto      | 2.680.907 | 2.680.907       |
| Affluenza alle urne | 2.117.816 | 79%             |

### 1973
1º gennaio: con l'adesione di Danimarca, Irlanda e Regno Unito gli Stati membri delle Comunità europee diventano 9

### 1975
- 12 giugno: la Grecia presenta la domanda ufficiale di adesione alle Comunità europee

Queste le tappe successive:
| Data             | Evento |
| ---------------- | --- |
| 27 luglio 1976   | Avviati i negoziati di adesione che terminano il 23 maggio 1979 |
| 28 aprile 1979   | Ad Atene firma il Trattato di adesione |
| 1º gennaio 1981  | Aderisce alle Comunità europee |
| 19 giugno 2000   | Il Consiglio europeo decide che la Grecia può adottare l'euro dal 1º gennaio 2001 permettendo così all'Ecofin del di fissare il seguente tasso irrevocabile di conversione a 200,482 dracme greche |
| 28 febbraio 2002 | Dracma greca decade dal corso legale |

- 1º dicembre: il Consiglio europeo decide la data della prima elezione a suffragio universale diretto del Parlamento europeo, che avverrà nel mese di giugno 1979.

### 1977
- 28 marzo: il Portogallo presenta la domanda ufficiale di adesione alle Comunità europee

Queste le tappe successive:
| Data             | Evento |
| ---------------- | --- |
| 6 giugno 1978    | Avviati i negoziati di adesione che terminano il 29 maggio 1985 |
| 12 giugno 1985   | A Lisbona firma il Trattato di adesione |
| 1º gennaio 1986  | Aderisce alla Comunità europea |
| 3 maggio 1998    | Il Consiglio europeo decide che il Portogallo può adottare l'euro dal 1º gennaio 1999 permettendo così all'Ecofin del 31 dicembre di fissare il seguente tasso irrevocabile di conversione a 200,482 escudi portoghesi |
| 28 febbraio 2002 | Escudo portoghese decade dal corso legale |

- 28 luglio: la Spagna presenta la domanda ufficiale di adesione alla Comunità europea

| Data             | Evento |
| ---------------- | --- |
| 5 febbraio 1979  | Avviati i negoziati di adesione che terminano il 29 maggio 1985 |
| 12 giugno 1985   | A Madrid firma il Trattato di adesione |
| 1º gennaio 1986  | Aderisce alla Comunità europea |
| 3 maggio 1998    | Il Consiglio europeo decide che la Spagna può adottare l'euro dal 1º gennaio 1999 permettendo così all'Ecofin del 31 dicembre di fissare il seguente tasso irrevocabile di conversione a 166,386 Pesetas spagnole |
| 28 febbraio 2002 | Peseta spagnola decade dal corso legale |

### 1979
- 13 marzo: i paesi della CEE, tranne la Gran Bretagna, firmano l'accordo istitutivo dello SME (SISTEMA MONETARIO EUROPEO)[2]
- 7-10 giugno: in Belgio, in Danimarca, in Francia, in Germania, in Irlanda, in Italia, in Lussemburgo, nei Paesi Bassi e nel Regno Unito si svolgono le prime elezioni a suffragio universale diretto del Parlamento europeo.

## Anni ottanta

### 1981
- 1º gennaio: con l'adesione della Grecia gli Stati membri delle Comunità europee diventano 10

### 1983
- 19 giugno: i Capi di Stato e di Governo approvano la Dichiarazione solenne sull'Unione europea.

### 1984
- 14 febbraio: il Parlamento europeo approva, su impulso di Altiero Spinelli, il "Trattato che istituisce l'Unione europea", poi non adottato dal Consiglio dell'Unione europea.

### 1985
- 1º febbraio: la Groenlandia lascia le Comunità europee mediante un referendum popolare, restandovi associata come territorio d'oltremare
- 14 giugno: a Schengen il Belgio, la Francia, la Germania, il Lussemburgo ed i Paesi Bassi firmano gli Accordi di Schengen che aboliscono i controlli sistematici delle persone alle frontiere interne delle CE aderendovi dal 26 marzo 1995

### 1986
- 1º gennaio: con l'adesione di Portogallo e Spagna gli Stati membri della Comunità europea diventano 12
- 28 febbraio: a L'Aia viene firmato l'Atto Unico Europeo che entra in vigore il 1º luglio 1987[20].

### 1987
- 14 aprile: la Turchia presenta la domanda ufficiale di adesione alle Comunità europee

Queste le tappe successive:
| Data             | Evento                                                                                        |
| ---------------- | --------------------------------------------------------------------------------------------- |
| 11 dicembre 1999 | Il Consiglio europeo conferisce alla Turchia lo status di Paese candidato all'adesione        |
| 17 dicembre 2004 | Il Consiglio europeo fissa al 3 ottobre 2005 l'avvio dei negoziati di adesione con la Turchia |
| 3 ottobre 2005   | Avviati i negoziati di adesione                                                               |

### 1989
- 18 giugno: referendum consultivo in Italia del 1989[23]

Questo il risultato in dettaglio:
| Preferenza          | Voti       | Percentuale (%) |
| ------------------- | ---------- | --------------- |
| Sì                  | 29.158.656 | 88,03%          |
| No                  | 3.964.086  | 11,87%          |
| Aventi diritto      | 46.552.411 |                 |
| Affluenza alle urne | 37.560.404 | 80.7%           |

- 17 luglio: l'Austria presenta la domanda ufficiale di adesione alla Comunità europea

Queste le tappe successive:
| Data                | Evento |                 |
| ------------------- | --- | --------------- |
| 1º febbraio 1993    | Avviati i negoziati di adesione |                 |
| 30 marzo 1994       | Terminati i negoziati di adesione |                 |
| 24 giugno 1994      | A Corfù firma il Trattato di adesione |                 |
| 12 luglio 1994      | Referendum sull'adesione all'Unione europea Questo il risultato in dettaglio: \| Preferenza \| Voti \| Percentuale (%) \| \| ------------------- \| --------- \| --------------- \| \| Sì \| 3.145.981 \| 66,6% \| \| No \| 1.578.850 \| 33,4% \| \| Aventi diritto \| 5.790.578 \| 5.790.578 \| \| Affluenza alle urne \| 4.748.273 \| 82% \| |                 |
| 1º gennaio 1995     | Aderisce all'Unione europea |                 |
| 3 maggio 1998       | Il Consiglio europeo decide che l'Austria può adottare l'euro dal 1º gennaio 1999 permettendo così all'Ecofin del 31 dicembre di fissare il tasso irrevocabile di conversione a 13,7603 scellini austriaci |                 |
| 28 febbraio 2002    | Scellino austriaco decade dal corso legale |                 |
| Preferenza          | Voti | Percentuale (%) |
| Sì                  | 3.145.981 | 66,6%           |
| No                  | 1.578.850 | 33,4%           |
| Aventi diritto      | 5.790.578 | 5.790.578       |
| Affluenza alle urne | 4.748.273 | 82%             |

- 9 novembre: cade il Muro di Berlino

### 1990
- 3 luglio: Cipro presenta la domanda ufficiale di adesione alla Comunità europea

Queste le tappe successive:
| Data             | Evento |
| ---------------- | --- |
| 13 dicembre 1997 | Il Consiglio europeo decide di avviare i negoziati di adesione con Cipro come previsto dalle conclusioni del Consiglio Affari generali dell'8 dicembre 1997 |
| 31 marzo 1998    | Avviati i negoziati di adesione |
| 12 dicembre 2002 | Terminano i negoziati di adesione |
| 16 aprile 2003   | Ad Atene firma il Trattato di adesione, formalmente Trattato tra il Regno del Belgio, il Regno di Danimarca, la Repubblica federale di Germania, la Repubblica ellenica, il Regno di Spagna, la Repubblica francese, l'Irlanda, la Repubblica italiana, il Granducato di Lussemburgo, il Regno dei Paesi Bassi, la Repubblica d'Austria, la Repubblica portoghese, la Repubblica di Finlandia, il Regno di Svezia, il Regno Unito di Gran Bretagna e Irlanda del Nord (Stati membri dell'Unione europea) e la Repubblica ceca, della Repubblica di Estonia, della Repubblica di Cipro, della Repubblica di Lettonia, della Repubblica di Lituania, della Repubblica di Ungheria, della Repubblica di Malta, della Repubblica di Polonia, della Repubblica di Slovenia, la Repubblica slovacca relativo all'adesione della Repubblica ceca, della Repubblica di Estonia, della Repubblica di Cipro, la Repubblica di Lettonia, della Repubblica di Lituania, della Repubblica di Ungheria, della Repubblica di Malta, della Repubblica di Polonia, della Repubblica di Slovenia e della Repubblica slovacca all'Unione europea |
| 1º maggio 2004   | Aderisce all'Unione europea |
| 2 maggio 2005    | Aderisce agli Accordi europei di cambio II (AEC II) Il tasso centrale è fissato a 0.585274 e la banda di oscillazione al +/-15% |
| 13 febbraio 2007 | Presenta richiesta di essere sottoposto all'esame sulla convergenza |
| 10 luglio 2007   | L'Ecofin decide che Cipro può adottare l'euro dal 1º gennaio 2008 e fissa il tasso irrevocabile di conversione a 0,585274 lire cipriote |
| 31 gennaio 2008  | Lira cipriota decade dal corso legale |

- 16 luglio: Malta presenta la domanda ufficiale di adesione alla Comunità europea

Queste le tappe successive:
| Data                | Evento |                 |
| ------------------- | --- | --------------- |
| 11 dicembre 1999    | Il Consiglio europeo decide di avviare i negoziati di adesione con Malta nel febbraio 2000 come previsto dalle conclusioni del Consiglio Affari generali del 6 dicembre 1999 |                 |
| 15 febbraio 2000    | Avviati i negoziati di adesione |                 |
| 12 dicembre 2002    | Terminano i negoziati di adesione |                 |
| 8 marzo 2003        | Referendum sull'adesione all'Unione europea Questo il risultato del referendum in dettaglio: \| Preferenza \| Voti \| Percentuale (%) \| \| ------------------- \| ------- \| --------------- \| \| Sì \| 143.094 \| 53,65% \| \| No \| 123.628 \| 46,35% \| \| Aventi diritto \| 297.881 \| 297.881 \| \| Affluenza alle urne \| 270.654 \| 90,86% \| |                 |
| 16 aprile 2003      | Ad Atene firma il Trattato di adesione |                 |
| 1º maggio 2004      | Aderisce all'Unione europea |                 |
| 2 maggio 2005       | Aderisce agli Accordi europei di cambio II (AEC II) Il tasso centrale è fissato a 0.429300 e la banda di oscillazione al +/-15% |                 |
| 27 febbraio 2007    | Presenta richiesta di essere sottoposto all'esame sulla convergenza |                 |
| 10 luglio 2007      | L'Ecofin decide che Malta può adottare l'euro dal 1º gennaio 2008 e fissa il tasso irrevocabile di conversione a 0,429300 lire maltesi |                 |
| 31 gennaio 2008     | Lira maltese decade dal corso legale |                 |
| Preferenza          | Voti | Percentuale (%) |
| Sì                  | 143.094 | 53,65%          |
| No                  | 123.628 | 46,35%          |
| Aventi diritto      | 297.881 | 297.881         |
| Affluenza alle urne | 270.654 | 90,86%          |

- 3 ottobre: in Germania avviene la riunificazione tedesca. La Comunità europea si allarga all'ex Germania Est.
- 27 novembre: l'Italia firma a Parigi gli Accordi di Schengen aderendovi il 26 ottobre 1997.
- 15 dicembre: iniziano a Roma due conferenze intergovernative: la prima in materia di unione economica e monetaria e la seconda in materia di unione politica.

## Anni novanta

### 1991
- 25 giugno: Portogallo e Spagna firmano a Bonn gli Accordi di Schengen aderendovi dal 26 marzo 1995.
- 1º luglio: la Svezia presenta la domanda ufficiale di adesione alla Comunità europea[36]

Queste le tappe successive:
| Preferenza          | Voti      | Percentuale (%) |
| ------------------- | --------- | --------------- |
| Sì                  | 2.836.163 | 52,8%           |
| No                  | 2.537.905 | 46,8%           |
| Aventi diritto      | 6.510.055 | 6.510.055       |
| Affluenza alle urne | 5.422.975 | 83,3%           |

| Preferenza          | Voti      | Percentuale (%) |
| ------------------- | --------- | --------------- |
| Si                  | 2.453.899 | 42%             |
| No                  | 3.265.241 | 55,9%           |
| Aventi diritto      | 7.077.502 | 7.077.502       |
| Affluenza alle urne | 5.846.016 | 82,6%           |

- 16 dicembre: la Polonia firma a Bruxelles l'Accordo europeo di associazione, formalmente Accordo europeo che istituisce un'associazione tra le Comunità europee e i loro Stati membri, da una parte, e la Repubblica di Polonia, dall'altra, in vigore dal 1º febbraio 1994[39]
- L'Ungheria firma a Bruxelles l'Accordo europeo di associazione, formalmente Accordo europeo che istituisce un'associazione tra le Comunità europee e i loro Stati membri, da una parte, e la Repubblica di Ungheria, dall'altra, in vigore dal 1º febbraio 1994[40]

### 1992
- 7 febbraio: i 12 firmano il Trattato di Maastricht, formalmemte Trattato sull'Unione europea[41], in vigore dal 1º novembre 1993[42].
- 16 marzo: la Finlandia presenta la domanda ufficiale di adesione alla Comunità europea

Queste le tappe successive:
| Data                | Evento |                 |
| ------------------- | --- | --------------- |
| 1º febbraio 1993    | Avviati i negoziati di adesione |                 |
| 30 marzo 1994       | Terminati i negoziati di adesione |                 |
| 24 giugno 1994      | A Corfù firma il Trattato di adesione |                 |
| 16 ottobre 1994     | Referendum sull'adesione all'Unione europea Questo il risultato del referendum in dettaglio: \| Preferenza \| Voti \| Percentuale (%) \| \| ------------------- \| --------- \| --------------- \| \| Sì \| 1.620.726 \| 56,89% \| \| No \| 1.228.261 \| 43,11% \| \| Aventi diritto \| 4.042.607 \| 4.042.607 \| \| Affluenza alle urne \| 2.861.619 \| 70,79% \| |                 |
| 1º gennaio 1995     | Aderisce all'Unione europea |                 |
| 3 maggio 1998       | Il Consiglio europeo decide che la Finlandia può adottare l'euro dal 1º gennaio 1999 permettendo così all'Ecofin del 31 dicembre di fissare il tasso irrevocabile di conversione a 5,94573 marchi finlandesi |                 |
| 28 febbraio 2002    | Marco finlandese decade dal corso legale |                 |
| Preferenza          | Voti | Percentuale (%) |
| Sì                  | 1.620.726 | 56,89%          |
| No                  | 1.228.261 | 43,11%          |
| Aventi diritto      | 4.042.607 | 4.042.607       |
| Affluenza alle urne | 2.861.619 | 70,79%          |

- 20 settembre: referendum in Francia sulla ratifica del Trattato sull'Unione europea[43]

Questo il risultato del referendum in dettaglio:
| Preferenza          | Voti       | Percentuale (%) |
| ------------------- | ---------- | --------------- |
| Sì                  | 13.162.992 | 51,05%          |
| No                  | 12.623.582 | 48,95%          |
| Aventi diritto      | 38.305.534 | 38.305.534      |
| Affluenza alle urne | 26.695.126 | 69,69%          |

- 6 novembre: la Grecia firma a Madrid gli Accordi di Schengen aderendovi dal 26 marzo 2000.
- 25 novembre: la Norvegia presenta la domanda ufficiale di adesione alla Comunità europea
- 12 dicembre: a Edimburgo, per superare il no danese al Trattato di Maastricht, il Consiglio europeo trova l'accordo, poi ribattezzato Accordo di Edimburgo o Decisione di Edimburgo, e concede alla Danimarca quattro deroghe al Trattato stesso. Tali deroghe riguardano: la cittadinanza, la partecipazione alla terza fase dell'Unione economica e monetaria (UEM), la Politica in materia di difesa e Giustizia e gli Affari interni.

### 1993
- 1º febbraio: la Romania firma a Bruxelles l'Accordo europeo di associazione, formalmente Accordo europeo che istituisce un'associazione tra le Comunità europee e i loro Stati membri, da una parte, e la Romania, dall'altra, in vigore dal 1º febbraio 1995[44].
- 8 marzo: la Bulgaria firma a Bruxelles l'Accordo europeo di associazione, formalmente Accordo europeo che istituisce un'associazione tra le Comunità europee e i loro Stati membri, da una parte, e la Repubblica di Bulgaria, dall'altra), in vigore dal 1º febbraio 1995[45].
- 4 ottobre: la Repubblica Ceca e la Slovacchia firmano a Lussemburgo l'Accordo europeo di associazione, formalmente, rispettivamente, Accordo europeo che istituisce un'associazione tra le Comunità europee e i loro Stati membri, da una parte, e la Repubblica ceca, dall'altra[46] e Accordo europeo che istituisce un'associazione tra le Comunità europee e i loro Stati membri, da una parte, e la Repubblica slovacca, dall'altra[47], entrambi in vigore dal 1º febbraio 1995
- 1º novembre: nasce l'Unione europea. L'espressione Comunità economica europea (CEE) viene sostituita con Comunità europea (CE). A fianco di questa nascono la Politica estera e di sicurezza comune (Pesc) e la Cooperazione nei settori della giustizia e degli affari interni (Cgai) che assieme alla Comunità europea formano i Tre pilastri dell'Unione europea.

### 1994
- 31 marzo: l'Ungheria presenta la domanda ufficiale di adesione all'Unione europea[48]

Queste le tappe successive:
| Data                | Evento |                 |
| ------------------- | --- | --------------- |
| 13 dicembre 1997    | Il Consiglio europeo decide di avviare i negoziati di adesione con l'Ungheria come previsto dalle conclusioni del Consiglio Affari generali dell'8 dicembre 1997 |                 |
| 31 marzo 1998       | Avviati i negoziati di adesione |                 |
| 12 dicembre 2002    | Terminano i negoziati di adesione |                 |
| 12 aprile 2003      | Referendum sull'adesione all'Unione europea Questo il risultato del referendum in dettaglio: \| Preferenza \| Voti \| Percentuale (%) \| \| ------------------- \| --------- \| --------------- \| \| Sì \| 3.056.027 \| 83,76% \| \| No \| 592.690 \| 16,24% \| \| Aventi diritto \| 8.042.272 \| 8.042.272 \| \| Affluenza alle urne \| 3.682.556 \| 45,79% \| |                 |
| 16 aprile 2003      | Ad Atene firma il Trattato di adesione |                 |
| 1º maggio 2004      | Aderisce all'Unione europea |                 |
| Preferenza          | Voti | Percentuale (%) |
| Sì                  | 3.056.027 | 83,76%          |
| No                  | 592.690 | 16,24%          |
| Aventi diritto      | 8.042.272 | 8.042.272       |
| Affluenza alle urne | 3.682.556 | 45,79%          |

- 5 aprile: la Polonia presenta la domanda ufficiale di adesione all'Unione europea[50]

Queste le tappe successive:
| Data             | Evento |                 |
| ---------------- | --- | --------------- |
| 13 dicembre 1997 | Il Consiglio europeo decide di avviare i negoziati di adesione con la Polonia come previsto dalle conclusioni del Consiglio Affari generali dell'8 dicembre 1997 |                 |
| 31 marzo 1998    | Avviati i negoziati di adesione |                 |
| 12 dicembre 2002 | Terminano i negoziati di adesione |                 |
| 16 aprile 2003   | Ad Atene firma il Trattato di adesione |                 |
| 7-8 giugno 2003  | Referendum sull'adesione all'Unione europea Questo il risultato del referendum in dettaglio: \| Preferenza \| Voti \| Percentuale (%) \| \| -------------- \| ---------- \| --------------- \| \| Sì \| 13.516.612 \| 77,45% \| \| No \| 3.936 012 \| 22,55% \| \| Voti validi \| 17.452.624 \| 99,28% \| \| Voti dispersi \| 126.187 \| 0,72% \| \| Affluenza \| 58,85% \| 58,85% \| \| Aventi diritto \| 29.868.474 \| 29.868.474 \| |                 |
| 1º maggio 2004   | Aderisce all'Unione europea |                 |
| Preferenza       | Voti | Percentuale (%) |
| Sì               | 13.516.612 | 77,45%          |
| No               | 3.936 012 | 22,55%          |
| Voti validi      | 17.452.624 | 99,28%          |
| Voti dispersi    | 126.187 | 0,72%           |
| Affluenza        | 58,85% | 58,85%          |
| Aventi diritto   | 29.868.474 | 29.868.474      |

- 27-28 novembre: referendum in Norvegia sull'adesione all'Unione europea

Questo il risultato del referendum in dettaglio:
| Preferenza          | Voti      | Percentuale (%) |
| ------------------- | --------- | --------------- |
| Si                  | 1.389.997 | 47,8%           |
| No                  | 1.516.803 | 52,2%           |
| Aventi diritto      | 3.266.064 | 3.266.064       |
| Affluenza alle urne | 2.906.796 | 89%             |

### 1995
- 1º gennaio: con l'adesione di Austria, Finlandia e Svezia gli Stati membri dell'Unione europea diventano 15
- 28 aprile: l'Austria firma a Bruxelles gli Accordi di Schengen aderendovi dal 1º aprile 1998.
- 12 giugno: l'Estonia firma a Lussemburgo l'Accordo europeo di associazione, formalmente Accordo europeo che istituisce un'associazione tra le Comunità europee e i loro Stati membri, da una parte, e la Repubblica di Estonia, dall'altra[52], in vigore dal 1º febbraio 1998[53]
  - La Lettonia firma a Lussemburgo l'Accordo europeo di associazione, formalmente Accordo europeo che istituisce un'associazione tra le Comunità europee e i loro Stati membri, da una parte, e la Repubblica di Lettonia, dall'altra[54], in vigore dal 1º febbraio 1998[55]
  - La Lituania firma a Lussemburgo l'Accordo europeo di associazione, formalmente Accordo europeo che istituisce un'associazione tra le Comunità europee e i loro Stati membri, da una parte, e la Repubblica di Lituania, dall'altra[56], in vigore dal 1º febbraio 1998[57]
- 22 giugno: la Romania presenta la domanda ufficiale di adesione all'Unione europea[58]

Queste le tappe successive:
| Data             | Evento |
| ---------------- | --- |
| 11 dicembre 1999 | Il Consiglio europeo decide di avviare i negoziati di adesione con la Romania nel febbraio 2000 come previsto dalle conclusioni del Consiglio Affari generali del 6 dicembre 1999 |
| 15 febbraio 2000 | Avviati i negoziati di adesione |
| 14 dicembre 2004 | Terminano i negoziati di adesione |
| 25 aprile 2005   | A Bruxelles firma il Trattato di adesione, formalmente Trattato tra il Regno del Belgio, la Repubblica ceca, il Regno di Danimarca, la Repubblica federale di Germania, la Repubblica di Estonia, la Repubblica ellenica, il Regno di Spagna, la Repubblica francese, l'Irlanda, la Repubblica italiana, la Repubblica di Cipro, la Repubblica di Lettonia, la Repubblica di Lituania, il Granducato del Lussemburgo, la Repubblica di Ungheria, la Repubblica di Malta, il Regno dei Paesi Bassi, la Repubblica d'Austria, la Repubblica di Polonia, la Repubblica portoghese, la Repubblica di Slovenia, la Repubblica slovacca, la Repubblica di Finlandia, il Regno di Svezia, il Regno Unito di Gran Bretagna e Irlanda del Nord (Stati membri dell'Unione europea) e la Repubblica di Bulgaria e la Romania, relativo all'adesione della Repubblica di Bulgaria e della Romania all'Unione europea |
| 1º gennaio 2007  | Aderisce all'Unione europea |

- 27 giugno: la Slovacchia presenta la domanda ufficiale di adesione all'Unione europea[61]

Queste le tappe successive:
| Data                | Evento |                 |
| ------------------- | --- | --------------- |
| 11 dicembre 1999    | Il Consiglio europeo decide di avviare i negoziati di adesione con la Slovacchia nel febbraio 2000 come previsto dalle conclusioni del Consiglio Affari generali del 6 dicembre 1999 |                 |
| 15 febbraio 2000    | Avviati i negoziati di adesione |                 |
| 12 dicembre 2002    | Terminano i negoziati di adesione |                 |
| 16 aprile 2003      | Ad Atene firma il Trattato di adesione |                 |
| 16-17 maggio 2003   | Referendum sull'adesione all'Unione europea Questo il risultato in dettaglio: \| Preferenza \| Voti \| Percentuale (%) \| \| ------------------- \| --------- \| --------------- \| \| Sì \| 2.012.870 \| 93,71% \| \| No \| 135.031 \| 6,29% \| \| Aventi diritto \| 4.174.097 \| 4.174.097 \| \| Affluenza alle urne \| 3.401.889 \| 51,5% \| |                 |
| 1º maggio 2004      | Aderisce all'Unione europea |                 |
| 25 novembre 2005    | Aderisce agli Accordi europei di cambio II (AEC II). Il tasso centrale è fissato a 38,4550 e la banda di oscillazione al +/-15% |                 |
| 28 maggio 2008      | Coroona viene rivalutata dal 17.6472%. Il nuovo tasso centsale è fissato a 30.1260 |                 |
| 5 aprile 2008       | Presenta richiesta di essere sottoposta all'esame sulla convergenza |                 |
| 6 luglio 2008       | L'Ecofin decide che la Slovacchia può adottare l'euro dal 1º gennaio 2009 e fissa il tasso irrevocabile di conversione a 30,1260 corone slovacche |                 |
| 16 gennaio 2009     | Corona slovacca decade dal corso legale |                 |
| Preferenza          | Voti | Percentuale (%) |
| Sì                  | 2.012.870 | 93,71%          |
| No                  | 135.031 | 6,29%           |
| Aventi diritto      | 4.174.097 | 4.174.097       |
| Affluenza alle urne | 3.401.889 | 51,5%           |

- 13 ottobre: la Lettonia presenta la domanda ufficiale di adesione all'Unione europea[65]

Queste le tappe successive:
| Data                | Evento |                 |
| ------------------- | --- | --------------- |
| 11 dicembre 1999    | Il Consiglio europeo decide di avviare i negoziati di adesione con la Lettonia nel febbraio 2000 come previsto dalle conclusioni del Consiglio Affari generali del 6 dicembre 1999 |                 |
| 15 febbraio 2000    | Avviati i negoziati di adesione |                 |
| 12 dicembre 2002    | Terminano i negoziati di adesione |                 |
| 16 aprile 2003      | Firma il Trattato di adesione |                 |
| 20 settembre 2003   | Referendum sull'adesione all'Unione europea Questo il risultato dettaglio: \| Preferenza \| Voti \| Percentuale (%) \| \| ------------------- \| --------- \| --------------- \| \| Sì \| 676.700 \| 66,97% \| \| No \| 325.980 \| 32,26% \| \| Aventi diritto \| 1.388.875 \| 1.388.875 \| \| Affluenza alle urne \| 1.010.406 \| 72.75% \| |                 |
| 1º maggio 2004      | Aderisce all'Unione europea |                 |
| 27 giugno 2004      | Aderisce agli Accordi europei di cambio II (AEC II). Il tasso centrale è fissato a 0,702804 e la banda di oscillazione al +/-15% |                 |
| 5 marzo 2013        | Presenta richiesta di essere sottoposta all'esame sulla convergenza |                 |
| 9 luglio 2013       | L'Ecofin decide che la Lettonia può adottare l'euro dal 1º gennaio 2014 e fissa il tasso irrevocabile di conversione a 0.702804 lats lettoni |                 |
| Preferenza          | Voti | Percentuale (%) |
| Sì                  | 676.700 | 66,97%          |
| No                  | 325.980 | 32,26%          |
| Aventi diritto      | 1.388.875 | 1.388.875       |
| Affluenza alle urne | 1.010.406 | 72.75%          |

- 24 novembre: l'Estonia presenta la domanda ufficiale di adesione all'Unione europea[69]

Queste le tappe successive:
| Data                | Evento |                 |
| ------------------- | --- | --------------- |
| 13 dicembre 1997    | Il Consiglio europeo decide di avviare i negoziati di adesione con l'Estonia nella primavera 1998 come previsto dalle conclusioni del Consiglio Affari generali dell'8 dicembre 1997 |                 |
| 31 marzo 1998       | Avviati i negoziati di adesione |                 |
| 12 dicembre 2002    | Terminano i negoziati di adesione |                 |
| 16 aprile 2003      | Firma il Trattato di Atene |                 |
| 14 settembre 2003   | Referendum sull'adesioe all'Unione europea Questo il risultato del referendum in dettaglio: \| Preferenza \| Voti \| Percentuale (%) \| \| ------------------- \| ------- \| --------------- \| \| Sì \| 369.657 \| 66,83% \| \| No \| 183.454 \| 33,17% \| \| Aventi diritto \| 867.714 \| 867.714 \| \| Affluenza alle urne \| 555.857 \| 64,06% \| |                 |
| 1º maggio 2004      | Aderisce all'Unione europea |                 |
| 25 novembre 2005    | Aderisce agli Accordi europei di cambio II (AEC II). Il tasso centrale è fissato a 15.6466 e la banda di oscillazione al +/-15% |                 |
| 13 luglio 2010      | L'Ecofin decide che l'Estonia può adottare l'euro dal 1º gennaio 2011 e fissa il tasso irrevocabile di conversione a 15,6466 corone estoni |                 |
| 14 gennaio 2011     | Corona estone decade dal corso legale |                 |
| Preferenza          | Voti | Percentuale (%) |
| Sì                  | 369.657 | 66,83%          |
| No                  | 183.454 | 33,17%          |
| Aventi diritto      | 867.714 | 867.714         |
| Affluenza alle urne | 555.857 | 64,06%          |

- 8 dicembre: la Lituania presenta la domanda ufficiale di adesione all'Unione europea[73]

Queste le tappe successive:
| Data                | Evento |                 |
| ------------------- | --- | --------------- |
| 11 dicembre 1999    | Il Consiglio europeo decide di avviare i negoziati di adesione con la Lituania nel febbraio 2000 come previsto dalle conclusioni del Consiglio Affari generali del 6 dicembre 1999 |                 |
| 15 febbraio 2000    | Avviati i negoziati di adesione |                 |
| 12 dicembre 2002    | Terminano i negoziati di adesione che terminano il 12 dicembre 2002 |                 |
| 16 aprile 2003      | Ad Atene firma il Trattato di adesione |                 |
| 10-11 maggio 2003   | Referendum sull'adesione all'Unione europea Questo il risultato del referendum in dettaglio: \| Preferenza \| Voti \| Percentuale (%) \| \| ------------------- \| --------- \| --------------- \| \| Sì \| 1.497.602 \| 91,04% \| \| No \| 147.452 \| 8,98% \| \| Aventi diritto \| 2.631.252 \| 2.631.252 \| \| Affluenza alle urne \| 2.598.887 \| 98,77% \| |                 |
| 1º maggio 2004      | Aderisce all'Unione europea |                 |
| 28 giugno 2004      | Aderisce agli Accordi europei di cambio II (AEC II). Il tasso centrale è fissato a 3.45280 e la banda di oscillazione al +/-15% |                 |
| 16 marzo 2006       | Presenta richiesta di essere sottoposta all'esame sulla convergenza |                 |
| Preferenza          | Voti | Percentuale (%) |
| Sì                  | 1.497.602 | 91,04%          |
| No                  | 147.452 | 8,98%           |
| Aventi diritto      | 2.631.252 | 2.631.252       |
| Affluenza alle urne | 2.598.887 | 98,77%          |

- 14 dicembre: la Bulgaria presenta la domanda ufficiale di adesione all'Unione europea[75]

Queste le tappe successive:
| Data             | Evento |
| ---------------- | --- |
| 11 dicembre 1999 | Il Consiglio europeo decide di avviare i negoziati di adesione con la Bulgaria nel febbraio 2000 come previsto dalle conclusioni del Consiglio Affari generali del 6 dicembre 1999 |
| 15 giugno 2004   | Terminano i negoziati di adesione |
| 25 aprile 2005   | A Lussemburgo firma Trattato di adesione |
| 1º gennaio 2007  | Aderisce all'Unione europea |

### 1996
- 23 gennaio: la Repubblica Ceca presenta la domanda ufficiale di adesione all'Unione europea[76]

Queste le tappe successive:
| Data                | Evento |                 |
| ------------------- | --- | --------------- |
| 13 dicembre 1997    | Il Consiglio europeo decide di avviare i negoziati di adesione con la Repubblica Ceca nella primavera 1998 come previsto dalle conclusioni del Consiglio Affari generali dell'8 dicembre 1997 |                 |
| 31 marzo 1998       | Avviati i negoziati di adesione |                 |
| 12 dicembre 2002    | Terminano i negoziati di adesione |                 |
| 16 aprile 2003      | Ad Atene firma il Trattato di adesione |                 |
| 13-14 giugno 2003   | Referendum sull'adesione all'Unione europea Questo il risultato in dettaglio: \| Preferenza \| Voti \| Percentuale (%) \| \| ------------------- \| --------- \| --------------- \| \| Sì \| 3.446.758 \| 77,33% \| \| No \| 1.010.448 \| 22,67% \| \| Aventi diritto \| 8.259.525 \| 8.259.525 \| \| Affluenza alle urne \| 4.557.960 \| 55,18% \| |                 |
| 1º maggio 2004      | Aderisce all'Unione europea |                 |
| Preferenza          | Voti | Percentuale (%) |
| Sì                  | 3.446.758 | 77,33%          |
| No                  | 1.010.448 | 22,67%          |
| Aventi diritto      | 8.259.525 | 8.259.525       |
| Affluenza alle urne | 4.557.960 | 55,18%          |

- 10 giugno: la Slovenia presenta la domanda ufficiale di adesione all'Unione europea[78]
  - A Lussemburgo firma l'Accordo europeo di associazione, formalmente Accordo europeo che istituisce un'associazione tra le Comunità europee e i loro Stati membri, da una parte, e la Repubblica di Slovenia, dall'altra[79], in vigore dal 1º febbraio 1999[80]

Queste le tappe successive:
| Data                | Evento |                 |
| ------------------- | --- | --------------- |
| 13 dicembre 1997    | Il Consiglio europeo decide di avviare i negoziati di adesione con la Slovenia nella primavera 1998 come previsto dalle conclusioni del Consiglio Affari generali dell'8 dicembre 1997 |                 |
| 31 marzo 1998       | Avviati i negoziati di adesione |                 |
| 12 dicembre 2002    | Terminano i negoziati di adesione |                 |
| 23 marzo 2003       | Referendum in Slovenia del marzo 2003 Questo il risultato in dettaglio: \| Preferenza \| Voti \| Percentuale (%) \| \| ------------------- \| --------- \| --------------- \| \| Sì \| 879.171 \| 89,6% \| \| No \| 100.503 \| 10,4% \| \| Aventi diritto \| 1.613.372 \| 1.613.372 \| \| Affluenza alle urne \| 971.249 \| 60,2% \| |                 |
| 16 aprile 2003      | Ad Atene firma il Trattato di adesaine |                 |
| 1º maggio 2004      | Aderisce all'Unione europea |                 |
| 28 giugno 2004      | Aderisce agli Accordi europei di cambio II (AEC II) Il tasso centrale è fissato a 239.640 e la banda di oscillazione al +/-15% |                 |
| 2 marzo 2006        | Presenta richiesta di essere sottoposta all'esame sulla convergenza |                 |
| 11 luglio 2006      | L'Ecofin decide che la Slovenia può adottare l'euro dal 1º gennaio 2007 e fissa il tasso irrevocabile di conversione a 239,640 talleri sloveni |                 |
| 14 gennaio 2007     | Tallero sloveno decade dal corso legale |                 |
| Preferenza          | Voti | Percentuale (%) |
| Sì                  | 879.171 | 89,6%           |
| No                  | 100.503 | 10,4%           |
| Aventi diritto      | 1.613.372 | 1.613.372       |
| Affluenza alle urne | 971.249 | 60,2%           |

- 16 dicembre: l'Unione nordica dei passaporti[84] alla quale aderiscomo la Danimarca, la Finlandia, l'Islanda, la Norvegia e la Svezia firma gli Accordi di Schengen aderendovi il 25 marzo 2001.

### 1997
- 2 ottobre: viene firmato il Trattato di Amsterdam, formalmente Trattato di Amsterdam che modifica il trattato sull'Unione europea, i trattati che istituiscono le Comunità europee e alcuni atti connessi[85], in vigore il 1º maggio 1999[86].

### 1999
- 1º gennaio: entra in vigore l'euro.
- Entrano in vigore gli Accordi europei di cambio II (AEC II). Ne fanno parte Danimarca e Grecia.

Questi i tassi stabiliti:
| Denominazione | Tasso massimo | Tasso centrale | Tasso minimo | Banda di oscillazione |
| ------------- | ------------- | -------------- | ------------ | --------------------- |
| Corona danese | 7.62824       | 7.46038        | 7.29252      | +/-2.25%              |
| Dracma greca  | 406.075       | 353.075        | 300.143      | +/-15%                |

La corona danese fluttua rispetto all'euro del +/-2,25% dal tasso centrale.

### 2000
- 23 marzo: il Consiglio europeo straordinario fissa, in un documento detto Agenda di Lisbona, gli obiettivi comuni da raggiungersi entro il 2010.
- 7 dicembre: il Parlamento, la Commissione e il Consiglio proclamano la Carta dei diritti fondamentali dell'Unione europea.
- 11 dicembre: il Consiglio europeo approva il testo del Trattato di Nizza.

## Anni duemila

### 2001
- 1º gennaio: con l'adesione della Grecia i Paesi membri che adottano l'euro diventano 12
- 26 febbraio: i 15 membri delle CE firmano il Trattato di Nizza, formalmente Trattato di Nizza che modifica il trattato sull'Unione europea, i trattati che istituiscono le Comunità europee e alcuni atti connessi[87], in vigore il 1º febbraio 2003[88].
- 9 aprile: la Macedonia firma a Lussemburgo l'Accordo di Stabilizzazione e Associazione, formalmente Accordo di stabilizzazione e di associazione tra le Comunità europee e i loro Stati membri, da una parte, e l'Ex Repubblica iugoslava di Macedonia dall'altra[89], in vigore dal 1º aprile 2004[90]
- 29 ottobre: la Croazia firma a Lussemburgo l'Accordo di Stabilizzazione e Associazione, formalmente Accordo di stabilizzazione e di associazione tra le Comunità europee e i loro Stati membri, da una parte, e la Repubblica di Croazia, dall'altra[91], in vigore dal 1º febbraio 2005[92].
- 15 dicembre: a Laeken viene sottoscritta dai paesi membri, l'omonima dichiarazione che prevede alcune riforme, tra le quali la creazione della Convenzione europea, presieduta da Valéry Giscard d'Estaing, per l'avvio di un processo di riforma delle istituzioni dell'Unione
- 31 dicembre: il marco tedesco decade dal corso legale

### 2002
- 1º gennaio: in Austria, in Belgio, in Finlandia, in Francia, in Germania, in Irlanda, in Italia, in Lussemburgo, nei Paesi Bassi, in Portogallo e in Spagna entra in circolazione l'euro
- 17 febbraio: il franco francese decade dal corso legale
- 28 febbraio: il franco belga, la lira italiana, il franco lussemburghese ed il fiorino olandese decadono dal corso legale

### 2003
- 20 febbraio: la Croazia presenta la domanda ufficiale di adesione all'Unione europea[93]

Queste le tappe successive:
| Data                | Evento |                 |
| ------------------- | --- | --------------- |
| 17 dicembre 2004    | Il Consiglio europeo decide che i negoziarti di adesione con Croazia iniziano il 17 marzo 2005 a condizione che vi sia piena cooperazione con l'ICTY, l'inizio dei negoziati però viere postecipato per la scarsa cooperazione offerta dalla Croazia al ICTY come previsto dalle conclusioni del Consiglio Affari generali del 13 dicembre 2004 |                 |
| 3 ottobre 2005      | Avviati i negoziati di adesione |                 |
| 30 giugno 2011      | Terminano i negoziati di adesione |                 |
| 9 dicembre 2011     | A Bruxelles firma il Trattato di adesione, formalmente Trattato tra il Regno del Belgio, la Repubblica di Bulgaria, la Repubblica ceca, il Regno di Danimarca, la Repubblica federale di Germania, la Repubblica di Estonia, l'Irlanda, la Repubblica ellenica, il Regno di Spagna, la Repubblica francese, la Repubblica italiana, la Repubblica di Cipro, della Repubblica di Lettonia, della Repubblica di Lituania, il Granducato di Lussemburgo, la Repubblica di Ungheria, della Repubblica di Malta, il Regno dei Paesi Bassi, la Repubblica d'Austria, la Repubblica di Polonia, la portoghese Ceca, la Romania, la Repubblica di Slovenia, la Repubblica slovacca, la Repubblica di Finlandia, il Regno di Svezia, il Regno Unito di Gran Bretagna e Irlanda del Nord (Stati membri dell'Unione europea) e la Repubblica di Croazia relativo all'adesione della Repubblica di Croazia all'Unione europea |                 |
| 22 gennaio 2012     | Referendum sull'adesione della Croazia all'Unione europea Questo il risultato in dettaglio: \| Preferenza \| Voti \| Percentuale (%) \| \| ------------------- \| --------- \| --------------- \| \| Sì \| 1.299.008 \| 66,27% \| \| No \| 649,490 \| 33,13% \| \| Aventi diritto \| 4.504.765 \| 4.504.765 \| \| Affluenza alle urne \| 1.960.023 \| 43,51% \| |                 |
| 1º luglio 2013      | Aderisce all'Unione europea |                 |
| Preferenza          | Voti | Percentuale (%) |
| Sì                  | 1.299.008 | 66,27%          |
| No                  | 649,490 | 33,13%          |
| Aventi diritto      | 4.504.765 | 4.504.765       |
| Affluenza alle urne | 1.960.023 | 43,51%          |

- 4 ottobre: inizia la Conferenza Intergovernativa per l'adozione della Costituzione europea.

### 2004
- 22 marzo: la Repubblica di Macedonia presenta la domanda ufficiale di adesione all'Unione europea[98]

Queste le tappe successive:
- 1º maggio: con l'adesione di Cipro, Estonia, Malta, Lettonia, Lituania, Polonia, Repubblica Ceca, Slovacchia, Slovenia e Ungheria gli Stati membri dell'Unione europea diventano 25
- 18 giugno: il Consiglio europeo adotta il testo della Costituzione europea
- 29 ottobre: viene firmata a Roma la Costituzione europea[99], accantonata però dopo che i francesi e gli olandesi ne bocciano la ratifica mediante referendum popolari.

### 2005
- 20 febbraio: referendum in Spagna sulla ratifica del Trattato che istituisce una Costituzione per l'Europa[100]

Questo il risultato in dettaglio:
| Preferenza          | Voti       | Percentuale (%) |
| ------------------- | ---------- | --------------- |
| Sì                  | 10.804.464 | 76,73%          |
| No                  | 2.428.409  | 17,24%          |
| Aventi diritto      | 33.563.680 | 33.563.680      |
| Affluenza alle urne | 14.204.149 | 42,32%          |

- 29 maggio: referendum in Francia sulla ratifica del Trattato che istituisce una Costituzione per l'Europa[101]

Questo il risultato in dettaglio:
| Preferenza          | Voti       | Percentuale (%) |
| ------------------- | ---------- | --------------- |
| Si                  | 12.806.394 | 45.32%          |
| No                  | 15.450.279 | 54,68%          |
| Aventi diritto      | 41.799.866 | 41.799.866      |
| Affluenza alle urne | 28.984.027 | 69.34%          |

- 1º giugno: referendum nei Paesi Bassi sulla ratifica del Trattato che istituisce una Costituzione per l'Europa[102]

Questo il risultato in dettaglio:
| Preferenza          | Voti       | Percentuale (%) |
| ------------------- | ---------- | --------------- |
| Si                  | 2.940.730  | 38,50%          |
| No                  | 4.705.685  | 61,50%          |
| Aventi diritto      | 12.172.740 | 12.172.740      |
| Affluenza alle urne | 7.705.344  | 63.3%           |

- 10 luglio: referendum in Lussemburgo sulla ratifica del Trattato che istituisce una Costituzione per l'Europa[103]

Questo il risultato del referendum in dettaglio:
| Preferenza          | Voti    | Percentuale (%) |
| ------------------- | ------- | --------------- |
| Sì                  | 103.494 | 56,62%          |
| No                  | 84.221  | 49,48%          |
| Aventi diritto      | 220.717 | 220.717         |
| Affluenza alle urne | 193.615 | 90,44%          |

### 2006
- 12 giugno: l'Albania firma a Lussemburgo l'Accordo di Stabilizzazione e Associazione, formalmente Accordo di stabilizzazione e di associazione tra le Comunità europee e i loro Stati membri, da una parte, e la Repubblica di Albania, dall'altra[104], in vigore dal 1º aprile 2009[105]

### 2007
- 1º gennaio: con l'adesione di Bulgaria e Romania gli Stati membri dell'Unione europea diventano 27
  - Con l'adesione della Slovenia i Paesi membri che adottano l'euro diventano 13
- 25 marzo: l'Unione europea compie 50 anni: in un vertice informale viene adottata la Dichiarazione di Berlino per cercare di sbloccare l'impasse creatasi dalla mancata approvazione della Costituzione Europea in alcuni dei paesi membri
- 20 giugno: il Parlamento europeo approva l'adozione dell'euro a Cipro e a Malta.
- 23 giugno: il Consiglio europeo trova l'accordo sul Trattato di riforma.
- 24 luglio: inizia la Conferenza Intergovernativa per l'adozione del Trattato di riforma.
- 15 ottobre: il Montenegro firma a Lussemburgo l'Accordo di Stabilizzazione e Associazione, formalmente Accordo di stabilizzazione e di associazione tra le Comunità europee e i loro Stati membri, da una parte, e la Repubblica di Montenegro, dall'altra[106], in vigore dal 1º maggio 2010[107].
- 19 ottobre: il Consiglio europeo approva il testo del Trattato di riforma.
- 13 dicembre: i Ventisette firmano a Lisbona il Trattato di Lisbona, formalmente Trattato di Lisbona che modifica il trattato sull'Unione europea e il trattato che istituisce la Comunità europea[108], che dopo un travagliatissimo iter di ratifica entra in vigore il 1º dicembre 2009[109].
- 21 dicembre: Estonia, Lettonia, Lituania, Malta, Polonia, Repubblica Ceca, Slovacchia, Slovenia e Ungheria aderiscono agli Accordi di Schengen per i confini terrestri e marittimi mentre per gli aeroporti l'adesione avviene il 30 marzo 2008.

### 2008
- 1º gennaio: con l'adesione di Cipro e Malta i Paesi membri che adottano l'euro diventano 15.
- 29 aprile: la Serbia firma a Lussemburgo l'Accordo di Stabilizzazione e Associazione, formalmente Accordo di stabilizzazione e di associazione tra le Comunità europee e i loro Stati membri, da una parte, e la Repubblica di Serbia, dall'altra, in vigore dal 1º settembre 2013[110]
- 12 dicembre: la Svizzera aderisce agli Accordi di Schengen
- 15 dicembre: il Montenegro presenta la domanda ufficiale di adesione all'Unione europea[111][112]

Queste le tappe successive:
| Data           | Evento |
| -------------- | --- |
| 29 giugno 2012 | Il Consiglio europeo decide di avviare i negoziati di adesione con il Montenegro come previsto dalle conclusioni del Consiglio Affari generali del 26 giugno 2012 |
| 29 giugno 2012 | Al termime del Consiglio europeo i negoziati di adesione |

### 2009
- 1º gennaio: con l'adesione della Slovacchia gli Stati membri che adottano l'euro diventano 16
- 28 aprile: l'Albania presenta la domanda ufficiale di adesione all'Unione europea[114]
- 23 luglio: l'Islanda presenta la domanda ufficiale di adesione all'Unione europea[115]

Queste le tappe successive:
| Data           | Evento                                                                       |
| -------------- | ---------------------------------------------------------------------------- |
| 17 giugno 2010 | Il Consiglio europeo decide di avviare i negoziati di adesione con l'Islanda |
| 27 luglio 2010 | Avviati i negoziati di adesione                                              |

- 22 dicembre: la Serbia presenta la domanda ufficiale di adesione all'Unione europea[117]

| Data           | Evento |
| -------------- | --- |
| 28 giugno 2013 | Il Consiglio europeo decide di avviare i negoziati di adesione con la Serbia come previsto dalle conclusioni del Consiglio Affari generali del 25 giugno 2013 (in inglese). |

## Anni duemiladieci

### 2011
- 1º gennaio: con l'adesione dell'Estonia gli Stati membri che adottano l'euro diventano 17
- 9 dicembre: il Consiglio europeo decide di rafforzare l'integrazione e le regole, soprattutto in ambito fiscale. Vengono ampliati poteri e fondi del Meccanismo europeo di stabilità e allo stesso tempo si impone una maggiore disciplina in ambito di bilancio pubblico. Queste norme, inizialmente predisposte per i soli paesi dell'Eurozona, vengono poi accettate dalla totalità degli stati membri, con l'unica eccezione del Regno Unito

### 2012
- 2 febbraio: viene firmato il Trattato istitutivo del Meccanismo europeo di stabilità, in vigore dal 27 settembre 2012[119]
- 2 marzo: venticinque dei ventisette membri dell'Unione europea, con l'eccezione del Regno Unito e della Repubblica Ceca, firmano il Patto di bilancio europeo, formalmente Trattato sulla stabilità, coordinamento e governance nell'unione economica e monetaria, in vigore dal 1º gennaio 2013[120]
- 12 ottobre: l'Unione europea viene insignita del Premio Nobel per la pace

### 2013
- 1º luglio: con l'adesione della Croazia gli Stati membri dell'Unione europea diventano 28

### 2014
- 1º gennaio: con l'adesione della Lettonia gli Stati membri che adottano l'euro diventano 18

### 2015
- 1º gennaio: con l'adesione della Lituania gli Stati membri che adottano l'euro diventano 19

### 2016
- 23 giugno: i cittadini del Regno Unito a seguito di referendum esprimono la loro volontà di uscire dall'Unione Europea.[121]

| Preferenza          | Voti       | Percentuale (%) |
| ------------------- | ---------- | --------------- |
| Leave               | 17.410.742 | 52%             |
| Remain              | 16.141.241 | 48%             |
| Aventi diritto      | 46.501.241 | 46.501.241      |
| Affluenza alle urne | 33.578.016 | 72,16%          |

### 2017
- 19 giugno: iniziano a Bruxelles i negoziati per l'uscita del Regno Unito dall'Unione Europea.[123]

## Anni duemilaventi

### 2020
- 1º febbraio: il Regno Unito cessa ufficialmente di essere uno stato membro dell'Unione europea.

### 2023
- 1º gennaio: con l'adesione della Croazia gli Stati membri che adottano l'euro diventano 20